# Paula Navarro Alvear
Paula Andrea Navarro Alvear (Santiago, 19 de diciembre de 1972) es una entrenadora de fútbol chilena. Dirigió el Club de Deportes Santiago Morning Femenino obteniendo el tricampeonato en 2018, 2019 y 2020.

## Biografía
Criada en la comuna de San Joaquín, Navarro es hija de padres separados, su madre es dueña de casa y su padre, mecánico, siendo la mayor de tres hermanos. En 1996 ingresó a la universidad a estudiar educación física, pero tuvo que dejar la carrera para trabajar, pero al tiempo retomó los estudios y cuando tenía 35 años se tituló como Técnico Deportivo en el Instituto Profesional AIEP. Más adelante, ingresó a estudiar para ser entrenadora de fútbol en el Instituto Nacional del Fútbol y realizó cursos en el Barcelona, en el Real Madrid y en el Athletic de Bilbao. Al retornar a Chile, decidió seguir perfeccionándose, cursando especializaciones en psicología deportiva y administración olímpica. Luego, Claudio Borghi la contactó para armar el proyecto de fútbol femenino en Colo Colo junto a Hernán Torres. Dos años después, fue convocada por Miguel Nasur para encabezar la rama femenina de Santiago Morning.
En diciembre de 2017, se dio a conocer que asumiría como entrenadora del plantel profesional masculino de Santiago Morning, lo que la transformaría en la primera mujer en dirigir un club de fútbol masculino en Chile. Sin embargo, una serie de críticas acerca del rol de la mujer en el mundo del fútbol, llevaron a que el anuncio no se concretara y terminó asumiendo como ayudante técnica de Jaime García. La entrenadora obtuvo con la rama femenina de Santiago Morning el tricampeonato en Primera División entre 2018 y 2020, y llegó a cuartos de final en la Copa Libertadores Femenina 2020.

## Palmarés

### Entrenadora
| Equipo           | País  | Año  | Competición         |
| ---------------- | ----- | ---- | ------------------- |
| Santiago Morning | Chile | 2018 | Campeonato Nacional |
| Santiago Morning | Chile | 2019 | Campeonato Nacional |
| Santiago Morning | Chile | 2020 | Torneo Transición   |